# Exochus septentrionalis
Exochus septentrionalis är en stekelart som beskrevs av Holmgren 1873. Exochus septentrionalis ingår i släktet Exochus och familjen brokparasitsteklar. Arten är reproducerande i Sverige. Inga underarter finns listade i Catalogue of Life.